# Sungai Simpang
Sungai Simpang is een bestuurslaag in het regentschap Oost-Atjeh van de provincie Atjeh, Indonesië. Sungai Simpang telt 364 inwoners (volkstelling 2010).